# Lourdes Robles
Lourdes Robles (née le 18 octobre 1964 à San Juan), est une auteure-compositrice-interprète et actrice portoricaine. 

## Biographie
Sa carrière commence au début des années 1980 au sein du duo Lourdes y Carlos, qui sort deux albums. Le duo se sépare et Lourdes Robles entame une carrière solo, jouant dans Barrio Cuatro Calles et Generaciones, aux côtés de l'artiste portoricaine Chayanne. Elle joue également dans quelques productions musicales, dont Hello, Dolly!, Into the Woods, et The Fantasticks.
Au Festival del Sol de 1985, qui se tient à Miami, en Floride, Robles reçoit un prix pour sa chanson No Soy Distinta. Parrainée par Danny Rivera, la chanteuse enregistre deux chansons qui attirent l'attention du label discographique Sony Music. En 1989, son single Corazón en Blanco, une chanson pop, devient son premier hit aux États-Unis, se classant à la 15e place. L'année suivante, Robles sort l'album Imágenes, produit par Rudy Pérez et Ricardo Eddy, qui se classe à la 9e place du Billboard Top Latin Albums et donne naissance à son premier single Abrázame Fuerte, no 1. Son duo avec le chanteur nicaraguayen Luis Enrique, Gracias a Tu Amor, devient également un succès, se classant à la deuxième place. Miedo, Que Lástima et Es Él sont publiés en tant que singles. Robles reçoit un album d'or pour Imágenes.
En 1992, Robles est invité à représenter la nouvelle génération d'interprètes lors du Fifth Anniversary of the Encounter with the New World, partageant la scène avec des chanteurs de salsa populaires, Gilberto Santa Rosa, Andy Montañez, Carmita Jiménez, Danny Rivera, Chucho Avellanet, et José Juan Tañón. Hey Jude : Tributo a Los Beatles sort en 1995. Cette compilation comprend 13 chansons interprétées à l'origine par les Beatles. Robles y interprète une reprise en espagnol de la chanson The Long and Winding Road.
Robles se sépare de Sony Music en 1999, et signe un contrat d'enregistrement avec PolyGram. Le premier album de ce label, Cielo de Acuarela, enregistré à New York, en Espagne et à Saint-Domingue, est un mélange de musique tropicale et de pop. L'année suivante, une chanson intitulée Lo Odio, produite par Guillermo Torres, sort. En mai 2002, le magazine Billboard annonce qu'un nouvel album de Robles, sous l'égide du Latin World Entertainment Group, un label portoricain de création, est « en cours de réalisation ».
En 2010, un album de reprises de chansons précédemment enregistrées par Juanes, Juan Luis Guerra, Ricardo Montaner, Franco De Vita, La 5a Estación, Maná et Alejandro Fernández, intitulé Es Algo Más, est dévoilé. À propos de cet album, Robles déclare qu'il plairait aux personnes « qui sont fans de son travail et à celles qui ne le sont pas ».

## Discographie
- 1985 : Lourdes Robles
- 1988 : Tentación
- 1989 : Noche Tras Noche
- 1990 : Imágenes
- 1991 : Definitivamente
- 1993 : Amaneciendo en Ti
- 1996 : Soy Quien Soy
- 1998 : Cielo de Acuarela
- 2000 : Tuya
- 2003 : Sensaciones
- 2010 : Es Algo Más